# Rio Torto (Douro)
O rio Torto é um rio português; tem nascente perto de Trancoso e desagua na margem esquerda do rio Douro a cerca de 2 km a jusante da freguesia do Pinhão (esta localidade situa-se na margem direita do rio Douro).

## Afluentes
- Ribeira da Cama Trama (esq.)
- Ribeira de Soares (esq.)
- Ribeira de Galegos (esq.)

## Barragens no rio Torto (Douro)
- Barragem de Ranhados

## Curiosidade
Na canção popular Apita o comboio, os versos apita o comboio/ Sobre o rio Torto não têm aderência à realidade, uma vez que o rio Torto desagua na margem esquerda do rio Douro, e a Linha do Douro, que liga o Porto a Barca d'Alva, percorre nesta zona a margem direita. Sendo assim, os comboios não passam sobre o rio Torto, mas sim do lado de lá da foz deste.